# Bodtjärnen (Sidensjö socken, Ångermanland, 701465-161249)
Bodtjärnen är en sjö i Örnsköldsviks kommun i Ångermanland och ingår i Nätraåns huvudavrinningsområde. Sjön har en area på 0,127 kvadratkilometer och ligger 226 meter över havet.

## Delavrinningsområde
Bodtjärnen ingår i det delavrinningsområde (701607-161080) som SMHI kallar för Mynnar i Hinnsjöån. Medelhöjden är 306 meter över havet och ytan är 8,29 kvadratkilometer. Det finns inga avrinningsområden uppströms utan avrinningsområdet är högsta punkten. Vattendraget som avvattnar avrinningsområdet har biflödesordning 3, vilket innebär att vattnet flödar genom totalt 3 vattendrag innan det når havet efter 41 kilometer. Avrinningsområdet består mestadels av skog (85 procent). Avrinningsområdet har 0,22 kvadratkilometer vattenytor vilket ger det en sjöprocent på 2,6 procent.